# Hoštejn (nádraží)
Hoštejn (německy: Hochstein, Hoštýn do roku 1924) je železniční stanice  na katastrálním území Hoštejn ležící v km 31,525 železniční trati Česká Třebová – Přerov.

## Historie
Úsek Přerov–Olomouc vybudovala Severní dráha císaře Ferdinanda (SDCF) jako odbočku své hlavní tratě Vídeň–Krakov. Provoz byl zahájen 17. října 1841. V době stagnace SDCF a v důsledku hospodářské krize a z rozhodnutí císaře Ferdinanda I. z 19. prosince 1841 převzal iniciativu ve výstavbě nejdůležitějších železnic stát.  V letech 1845–1849 provozovala dráhu Olomouc–Praha pro stát SDCF, smlouva ale byla nevýhodná, proto byla dráha od roku 1849 provozována přímo státem. Vzhledem k neuspokojivé hospodářské situaci státu po roce 1848 byla Severní státní dráha roku 1854 privatizována, dráhu převzala soukromá Rakouská společnost státní dráhy (StEG).
Z původní stanice se stala v roce 1871 výhybna a v roce 1884 železniční stanice. Při zdvoukolejnění dráhy v roce 1928 byla stanice posunuta o 1,5 km směrem k Zábřehu na Moravě a postavena nová výpravna. V letech 1999–2005 byla provedena Optimalizace trati Krasíkov–Zábřeh. V důsledku napřímení trati byla nástupiště vysunuta na krasíkovské záhlaví, aby byla blíže k obci Hoštejn.

## Popis
Průjezdní stanice V. třídy byla postavena v roce 1884 sloučením strážního domku s vodárenskou věží a přístavbou dvou přízemních postranních křídel. Do nádrže v patře byla přiváděna voda pomocí ručního čerpadla ze studny, která byla napájená přítokem z Náglova vrchu. V roce 1884 byla Společností státní dráhy vodárna zrušena a přestavěna na patrovou pětiosou budovu o rozměrech 14×8,5 m s tříosým středovým rizalitem, který vystupoval do kolejiště. Objekt byl zastřešen nízkou valbovou střechou. V roce 1909 byla přistavěna na východní straně přízemní čekárna s plochou střechou, která byla upravena jako terasa pro byty v patře.
V roce 1928 byly původní stavby stanice zbořeny. Nová stanice vybavená novou výpravnou a skladištěm byla posunuta blíže Zábřehu na Moravě. Výpravnu navrhl Miloš Flikr jako třípodlažní budovu se třemi gradujícími výškovými úrovněmi hmot. Dvoupodlažní část má střechu stanovou, jednopatrová část má střechu polovalbovou a přízemní část má plochou střechu. Stavbu provedl zábřežský stavitel Hynek Janků.
V rámci optimalizace trati byla výpravna adaptována pro umístění nového technologického zařízení a nová nástupiště byla posunuta o 600 m blíže obci.

## Služby
Ve stanici zastavují regionální vlaky Česká Třebová – Zábřeh na Moravě. Nástupiště s bezbariérovým přístupem mají délku 140 m a jsou vybavena přístřešky.